# The Old Den
The Old Den (autrefois The Den) était un stade situé à Londres, Angleterre, où résidait le Millwall Football Club. 
En 1993 une nouvelle enceinte accueille le club Millwall FC. Elle garde le nom de The Den.